# Accordo di sesta napoletana
L'accordo di sesta napoletana è costruito sul II grado abbassato della scala minore. Esso si trova allo stato di primo rivolto e avrà la numerica di 3-6 in quanto primo rivolto di triade.
Il primo rivolto poggia sul IV grado della scala minore napoletana e ha un intervallo di terza minore e sesta minore. Ad esempio, nella tonalità di Sol minore, il basso dell'accordo di sesta napoletana è Do, la 3ª minore è Mi bemolle e la sesta minore (che forma l'intervallo di seconda minore con la tonica) è La bemolle. La risoluzione è sul V grado (che fa la cadenza composta consonante) dal quale si approda al I grado.
Nell'armonia tonale, il suo scopo è quello di preparare la dominante sostituendosi alla IV o alla II (specialmente la II6). Per esempio precede spesso una cadenza autentica con funzione di sottodominante (IV). In tale circostanza l'accordo di sesta napoletana è un'alterazione della sottodominante, e produce un suono molto pregnante e distinguibile.

## Esempi

### Do maggiore

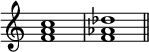
La triade di Fa maggiore e l'accordo di sesta napoletana in tonalità di Do maggiore.

In Do maggiore, la sottodominante è rappresentata dall'accordo di Fa maggiore (Fa–La–Do in prima posizione). Abbassando il La di un semitono (La→La♭) e alzando il Do di un semitono (Do→Re♭) si ottiene l'accordo di sesta napoletana Fa–La♭–Re♭ (cioè di fatto la triade di Re bemolle maggiore in primo rivolto); questo accordo rappresenta la sopratonica (Re) abbassata di un semitono (→Re♭) e trasformata da triade diminuita in triade maggiore (mantenendo la caratteristica e la dominante e abbassando la fondamentale: Re→Reb), in forma di primo rivolto (perché il basso è Fa).
Le caratteristiche dell'accordo generano dunque una forte tensione verso l'accordo costruito sul quinto grado (Sol maggiore: Sol–Si–Re), poiché la sua fondamentale dista solo 
un semitono dalla dominante dell'accordo costruito sul quinto grado e la sua dominante solo un semitono dalla fondamentale dell'accordo su cui risolve.

### Do minore

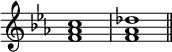
La triade di Fa minore e l'accordo di sesta napoletana in tonalità di Do minore.

In Do minore, la somiglianza tra l'accordo di sottodominante Fa minore (Fa–La♭–Do) e quello di sesta napoletana Re bemolle maggiore (Fa–La♭–Re♭) è anche più forte, poiché la differenza si riduce all'aumento di un solo semitono del Do in Re bemolle. La triade napoletana differisce, inoltre, di un solo semitono dalla triade dell'accordo diminuito di sopratonica Re diminuito in primo rivolto (Fa–La♭–Re) ed è perciò posto a metà tra i due principali accordi con funzione di sottodominante.
L'accordo di sesta napoletana è particolarmente comune in tonalità minori, perché essendo di fatto un'alterazione cromatica della sottodominante (IV) crea un forte contrasto, essendo un accordo maggiore, con la sottodominante, che è minore e la sopratonica, che è diminuita. Un celebre esempio si trova nella bachiana Passacaglia e Fuga BWV 582; un Re bemolle maggiore (secondo grado diminuito della scala di Do minore) prelude al finale della fuga (battuta 285).